# Fagagna
Fagagna (friuli nyelven Feagne) település Olaszországban, Friuli-Venezia Giulia régióban, Udine megyében. Lakosainak száma 5980 fő (2023. január 1.). Fagagna Colloredo di Monte Albano, Martignacco, Moruzzo, San Vito di Fagagna, Basiliano, Mereto di Tomba és Rive d’Arcano községekkel határos.

## Népesség
A település népességének változása:
| Lakosok száma | 6334 | 6296 | 5980 |
|               | 2017 | 2018 | 2023 |